# Silver Surfer (игра)
Silver Surfer — видеоигра по мотивам сольного комикса о «Серебряном Сёрфере», разработанная Software Creations и изданная Arcadia Systems в 1990 году для платформы NES. Silver Surfer в первую очередь известен своею высокою сложностью и высоко оцененной музыкой.

## Сюжет
Галактус даёт Серебряному Сёрферу задание, отправиться на шесть разных планет и раздобыть детали для варп-двигателя.

## Геймплей
Как и в играх серии Mega Man перед началом игроку предлагается на выбор пять уровней, после которых откроется шестой и финальный уровень, далее на каждом уровне имеется по три разных этапа. В одних этапах игра начинается видом с боку, в которых Сёрфер летит слева направо, избегая различные препятствия, врагов и предметов, которых нельзя касаться. В других этапах игра переходит на вид сверху, в которых Сёрфер также избегает препятствия, стены, врагов и снарядов.

## Критика
В основном игра получила негативные отзывы, критики называли игру самой худшей игрой из супергеройских игр, но больше всего игроки жаловались на высокую сложность игры и на отсутствия единиц здоровья, отчего некоторые игроки даже навсегда забрасывали игру не пройдя её до конца, в том числе это сделал и сам AVGN.
Тем не менее, критики высоко оценили музыкальную составляющую игры за высокий композиторский и технический уровень.
В апреле 2013 игра заняла 47 строчку в списке «50 худших игр всех времён» по версии интернет-портала GamesRadar.